# 1440 en arts plastiques
| Années des arts plastiques : 1437 - 1438 - 1439 - 1440 - 1441 - 1442 - 1443    |
| Décennies des arts plastiques : 1410 - 1420 - 1430 - 1440 - 1450 - 1460 - 1470 |

Cette page concerne l'année 1440 en arts plastiques.

## Œuvres
- L'Annonciation du couvent San Marco de Fra Angelico.

## Naissances
- Vers 1440 :
- Derick Baegert, peintre allemand († vers 1515),
- Albertus Pictor, peintre suédois († 1509).

## Décès
- Maître Francke, moine dominicain et peintre allemand  (° vers 1380).